# Hokkaido Prefectural Sports Center
Hokkaido Prefectural Sports Center è un palazzetto dello sport situato a Sapporo, Hokkaidō in Giappone.

## Eventi
Il palazzetto ospita eventi sportivi e concerti.

### Sport
- Fase a gironi del Campionato mondiale femminile di pallavolo 2006.
- Alcune partite del Campionato mondiale maschile di pallacanestro 2006.
- Fase a gironi del Campionato mondiale femminile di pallavolo 2018.